# Firmino Bernardino
Firmino Bernardino (* 19. März 1950 in Venda do Pinheiro) ist ein ehemaliger portugiesischer Radrennfahrer und nationaler Meister im Radsport.

## Sportliche Laufbahn
Firmino Bernardino war im Straßenradsport aktiv. Als Amateur gewann er 1968 die nationale Meisterschaft im Mannschaftszeitfahren. Von 1969 bis 1977 war er Berufsfahrer. 1976 gewann er die Portugal-Rundfahrt. 1970 und 1971 wurde er Zweiter der Rundfahrt. 1969 und kam er jeweils auf den 4. Platz in dem Etappenrennen.  Etappensiege in der Portugal-Rundfahrt holte er 1972, 1974, 1976 und 1977. 1978 gewann er die Bergwertung der Rundfahrt. 1970 siegte er im Grand Prix Robbialac. 1971 wurde er Bergmeister Portugals.
1979 siegte er in der Algarve-Rundfahrt vor Joaquim Andrade und war im Grande Prémio Internacional de Torres Vedras erfolgreich. 1980 konnte er diesen Erfolg wiederholen. 1978, 1979 und 1980 gewann er jeweils eine Etappe des Rennens. 1973 gewann er das Rennen Concelhos de Lisboa und Lisboa–Algarve (mit zwei Etappensiegen).
1980 gewann er den Grande Prémio do Concelho de Loures, die Algarve-Rundfahrt und eine Etappe des Grande Prémio Jornal de Notícias.
Zweiter wurde Bernardino 1975 und 1977 in der nationalen Meisterschaft im Straßenrennen, 1978 und 1980 im Grande Prémio Internacional de Torres Vedras und 1984 bei Porto–Lisboa. In der Tour de France 1975 war Bernardino ausgeschieden.